# Messtheorie
Die Messtheorie beschäftigt sich unabhängig von konkreten wissenschaftlichen Problemstellungen mit Grundlagen des Messens, insbesondere mit den Bedingungen, die erfüllt sein müssen, um eine Eigenschaft messen zu können.
Anwendungsgebiete sind die Psychologie, die Wirtschafts- und Sozialwissenschaften und die Statistik.
Zu diesem Zweck legt sie eine grundlegende Terminologie fest und nutzt das Instrumentarium der Mengenlehre und der mathematischen Abbildungen zur Beschreibung des Messens.
Die Messtheorie zeigt, wie sich empirische Relationensysteme (d. h. beobachtbare Beziehungen von Eigenschaften unterschiedlicher Objekte in der Art „A ist kleiner als B.“) in formale Relationensysteme unter Verwendung numerischer Werte umsetzen lassen. Damit dieses möglich ist, muss insbesondere eine strukturerhaltende Abbildung vom empirischen zum formalen Relationensystem existieren. Die Messtheorie zeigt auf, wie solche Abbildungen gefunden und axiomatisch fundiert werden können, um somit die Messbarkeit von Eigenschaften nachzuweisen.
In der weiteren Ausarbeitung liegt die Messtheorie der Bildung unterschiedlicher Skalentypen zu Grunde. Des Weiteren werden unterschiedliche Messstrukturen untersucht, wie z. B. die extensive Messung, die Bisymmetriestruktur oder die additiv verbundene Messung.
Eine besondere Bedeutung spielt die Messtheorie in Bereichen, in welchen die Messbarkeit der interessierenden Eigenschaften nicht unmittelbar auf der Hand liegt. Hierzu zählen z. B. die Messbarkeit psychologischer Vorgänge oder in den Wirtschaftswissenschaften die Messbarkeit von Präferenzen und Nutzen. In der Statistik ist das Problem der Messung ein formaler Teilaspekt des allgemeineren Problems der statistischen Adäquation.